# Elsa Einstein

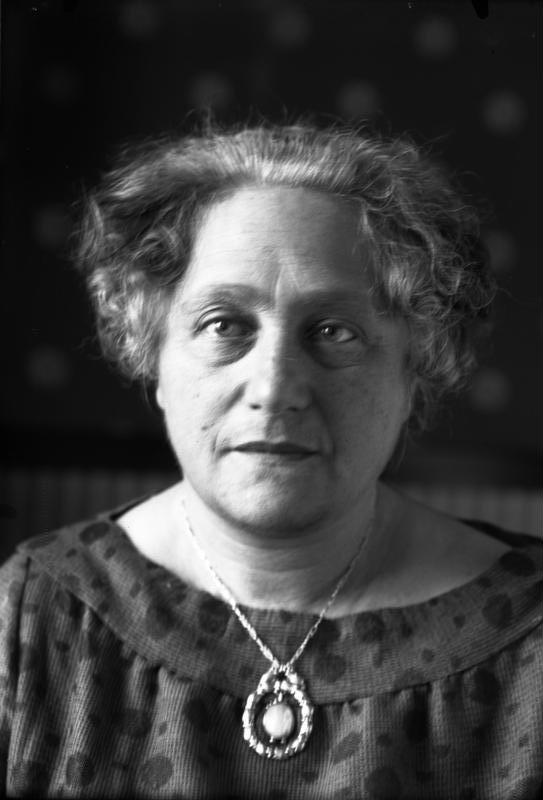
Elsa Einstein (1929)

Elsa Einstein (* 18. Januar 1876 in Hechingen; † 20. Dezember 1936 in Princeton, New Jersey, Vereinigte Staaten) war die Cousine und zweite Ehefrau von Albert Einstein. Elsas Geburtsname war Einstein. Durch ihre erste Heirat mit Max Löwenthal nahm sie dessen Nachnamen an. Durch ihre zweite Heirat mit Albert Einstein erlangte sie ihren Geburtsnamen zurück.

## Kindheit und Jugend
Elsa Einstein war die Tochter von Rudolf und Fanny Einstein (geborene Koch) und war jüdischen Glaubens. Sie wurde in Hechingen in der Schloßstraße 16 geboren und hatte zwei Schwestern, Paula (1878–1955) und Hermine (1872–1942). Ihr Vater Rudolf Einstein war als Teilhaber der Baumwollweberei B. Baruch und Söhne Textilfabrikant in Hechingen. Elsas Mutter Fanny war die Schwester von Pauline Einstein (geborene Koch), der Mutter von Albert Einstein. Ihr Vater war zudem ein Cousin von Albert Einsteins Vater, dem Pionier der Elektrotechnik Hermann Einstein.
Elsa und Albert Einstein kannten sich seit der Kinderzeit. Albert Einstein, in Ulm geboren, zog bereits mit 15 Monaten mit seinen Eltern nach München und wuchs später in Italien und der Schweiz auf. Bei den Verwandtenbesuchen spielte Elsa oft mit ihrem um drei Jahre jüngeren Cousin „Albertle“. Als Albert 1894 das Gymnasium in München abbrach und seiner Familie nach Mailand folgte, um sich auf das Zürcher Polytechnikum vorzubereiten, riss der Kontakt zu Elsa ab. Über Elsas eigene Ausbildung in Hechingen ist bis heute nichts bekannt.

## Erste Ehe mit Max Löwenthal in Hechingen
1896 heiratete Elsa den Textilhändler Max Löwenthal (1864–1914), der aus Buttenhausen stammte. Die beiden lebten mit ihren Töchtern Ilse (1897–1934), später verheiratet mit Rudolf Kayser, und Margot (1899–1986) in Hechingen. Ein drittes Kind, ein Sohn, starb kurz nach seiner Geburt 1903. Schon ein Jahr vor der Geburt des Jungen ging Max Löwenthal aus beruflichen Gründen nach Berlin. Seine Familie blieb zunächst in Hechingen. 1908 ließ sich Elsa scheiden, behielt aber zunächst weiterhin den Namen Löwenthal.

## Familie Einstein in Berlin, Haberlandstraße 5
Die geschiedene Elsa lebte mit den beiden Töchtern in Berlin in der obersten Etage eines der komfortablen gutbürgerlichen Mietshäuser im Bayerischen Viertel (Haberlandstraße 5). Die darunterliegende Etage bewohnten ihre Eltern. Auch Albert Einsteins Mutter Pauline Einstein war 1910 mit Elsas Eltern Rudolf und Fanny Einstein aus Hechingen nach Berlin gekommen. Sie musste aber 1911 auf Anweisung ihres Sohnes Albert Einstein eine Stelle als Haushälterin in Heilbronn annehmen, weil es zu finanziellen Unstimmigkeiten mit ihrem Schwager Rudolf Einstein gekommen war.
Im Frühjahr 1912 begegnete Elsa ihrem Cousin Albert bei dessen Besuch in Berlin, sie hatten sich seit den Münchner Kindertagen nicht mehr gesehen. Albert Einstein war inzwischen seit 1911 ordentlicher Professor an der Universität Prag und ab 1912 an der ETH Zürich. Dort lebte er mit seiner Ehefrau und früheren Kommilitonin, der Mathematikerin und Physikerin Mileva Marić und den gemeinsamen beiden Söhnen. Der Meinung seiner Mutter, dass seine Heirat mit Mileva ein großer Fehler gewesen sei, hatte er sich inzwischen soweit angeschlossen, dass er zu dieser Zeit bereits eine spätere Trennung und schließlich Scheidung erwartete.

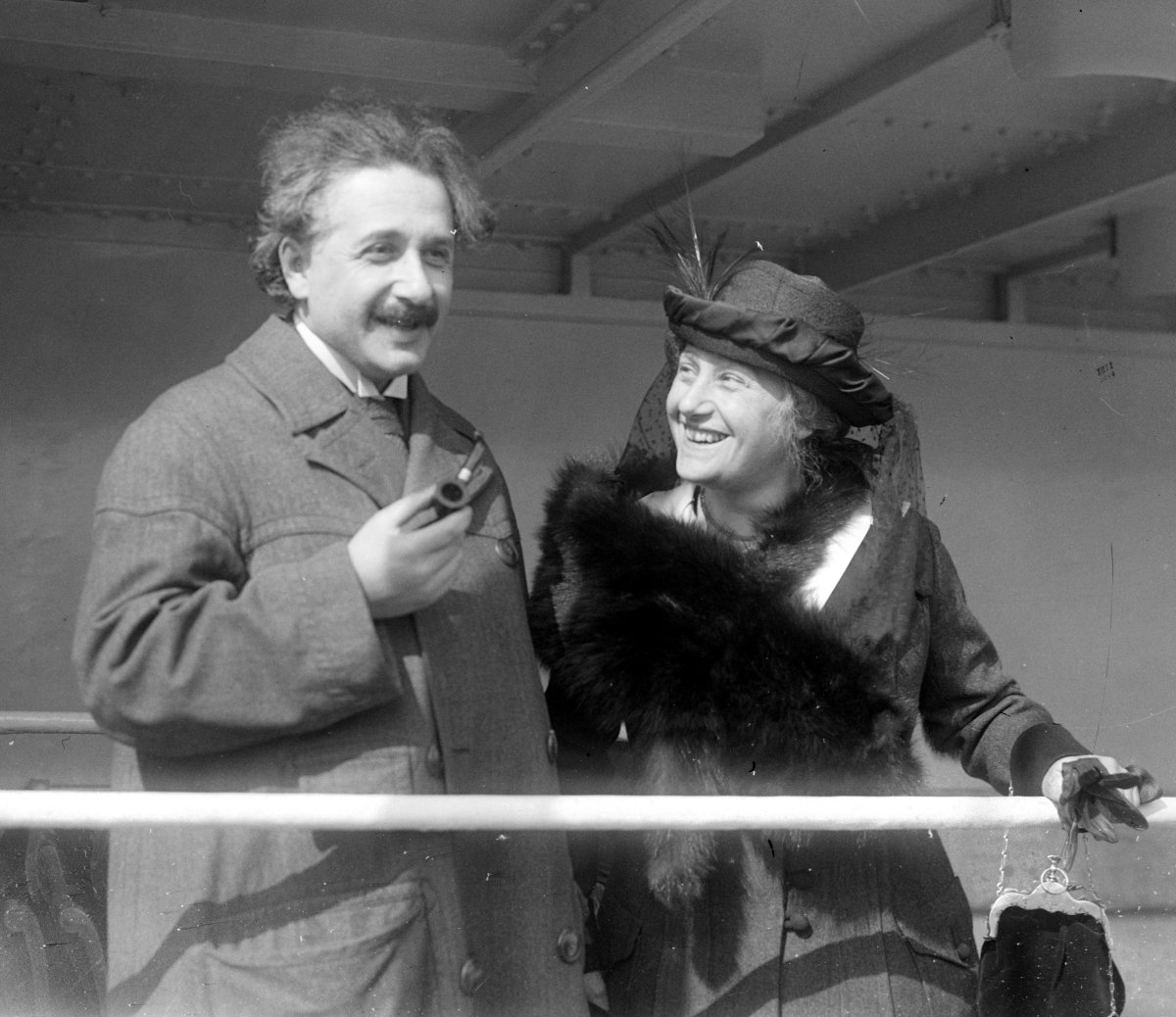
Elsa mit ihrem Mann Albert bei der Ankunft an Bord der Rotterdam in Rotterdam, 2. April 1921.

Die Beziehung zwischen dem verheirateten 33-jährigen Einstein und seiner drei Jahre älteren, geschiedenen Cousine Elsa begann um 1912. Zu seinem 34. Geburtstag am 14. März 1913 schrieb Elsa Löwenthal ihrem Cousin an die Anschrift des Physikalischen Instituts der ETH. Es entwickelte sich ein geheimer Briefwechsel. Als sich bei Einsteins Besuch in Berlin Ende September 1913 Cousin und Cousine näher gekommen waren, hielt es Elsa für notwendig, ihrem Geliebten einige Utensilien zur Körperpflege zu schenken, welche dieser mit den Worten ablehnte: „… wenn ich Dir so unappetitlich bin, dann such Dir einen für weibliche Geschmäcker genießbareren Freund.“  Als Albert Einstein von Max Planck 1914 zu einer Professur nach Berlin gerufen wurde, war er begeistert – nicht zuletzt wegen der Nähe zu Elsa.
Einsteins Ehefrau Mileva und die Söhne folgten im Frühjahr 1914 nach Berlin nach. Bereits Ende Juli kehrten sie jedoch mit dem letzten zivilen Zug nach Zürich zurück, weil Einstein ihre Trennung erzwang. Für ihn war der Abschied damals schon endgültig. Seine Frau Mileva dagegen schwankte jahrelang zwischen Hoffnung und Verzweiflung. Sie war nicht nur die Mutter ihrer drei gemeinsamen Kinder (eines unehelich, zwei ehelich geborenen), sondern hatte auch an seiner Relativitätstheorie mitgearbeitet. Nach der Trennung ließ Einstein Ende 1914 die meisten Möbel wieder in die Schweiz verfrachten und zog selbst in eine kleinere und zentral gelegenere Wohnung in der Nähe des Kurfürstendamms. Das Haus mit den Wohnungen von Elsa und denen der Familie Einstein im Bayerischen Viertel waren nach etwa einer Viertelstunde Fußmarsch zu erreichen. „Mit der Trennung bin ich höchst zufrieden, trotzdem ich nur selten etwas von meinen Buben höre. Der Frieden und die Gemütsruhe tun mir ungemein wohl, nicht minder als das wirklich hübsche Verhältnis zu meiner Cousine“, äußerte er.

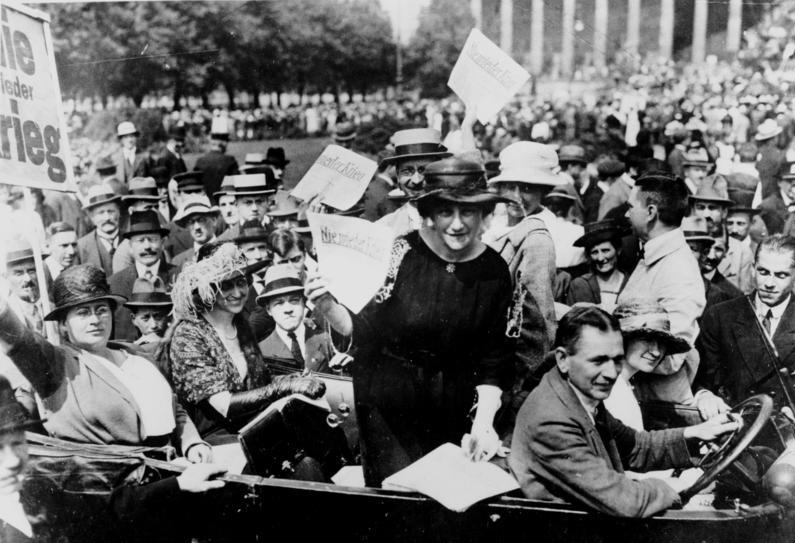
Elsa Einstein auf einer Pazifistendemonstration im Berliner Lustgarten (1921)

In der Phase vor der endgültigen Scheidung, die erst 1919 vollzogen wurde, erkrankte Einstein, noch nicht 38 Jahre alt, zu Beginn des Jahres 1917 schwer. Seine Magenerkrankung musste er durch strenge Diät und ein ruhiges Leben kurieren. Die nächsten vier Jahre litt Einstein an einer Serie von Erkrankungen mit verschiedener Intensität. Er zog 1917 regulär in Elsas Wohnung in der Haberlandstraße 5 ein. Elsa organisierte den Umzug, während Einstein in Hechingen Urlaub machte. Nun konnte sie die Pflege des Rekonvaleszenten besser organisieren.
Einstein versuchte von Berlin aus 1915 und erneut 1918, Mileva weiter zur Scheidung zu bewegen, unter anderem mit dem Versprechen, dass er ihr, sollte er den Nobelpreis erhalten, das Preisgeld überlassen werde. Die Ehe wurde am 14. Februar 1919 wegen „natürlicher Unverträglichkeit“ am Bezirksgericht Zürich geschieden.

## Zweite Ehe mit Albert Einstein
Ungeachtet des zweijährigen Heiratsverbots, das Einstein im Scheidungsurteil vom Zürcher Bezirksgericht auferlegt worden war, schritt er am 2. Juni 1919 zum Berliner Standesamt und heiratete seine Cousine Elsa. Elsas Töchter, Ilse und Margot, hatten schon zuvor den Geburtsnamen ihrer Mutter, Einstein, angenommen und redeten ihren Großonkel im Familienkreis als „Albert“ an, vor Dritten nun als „Vater Albert“.

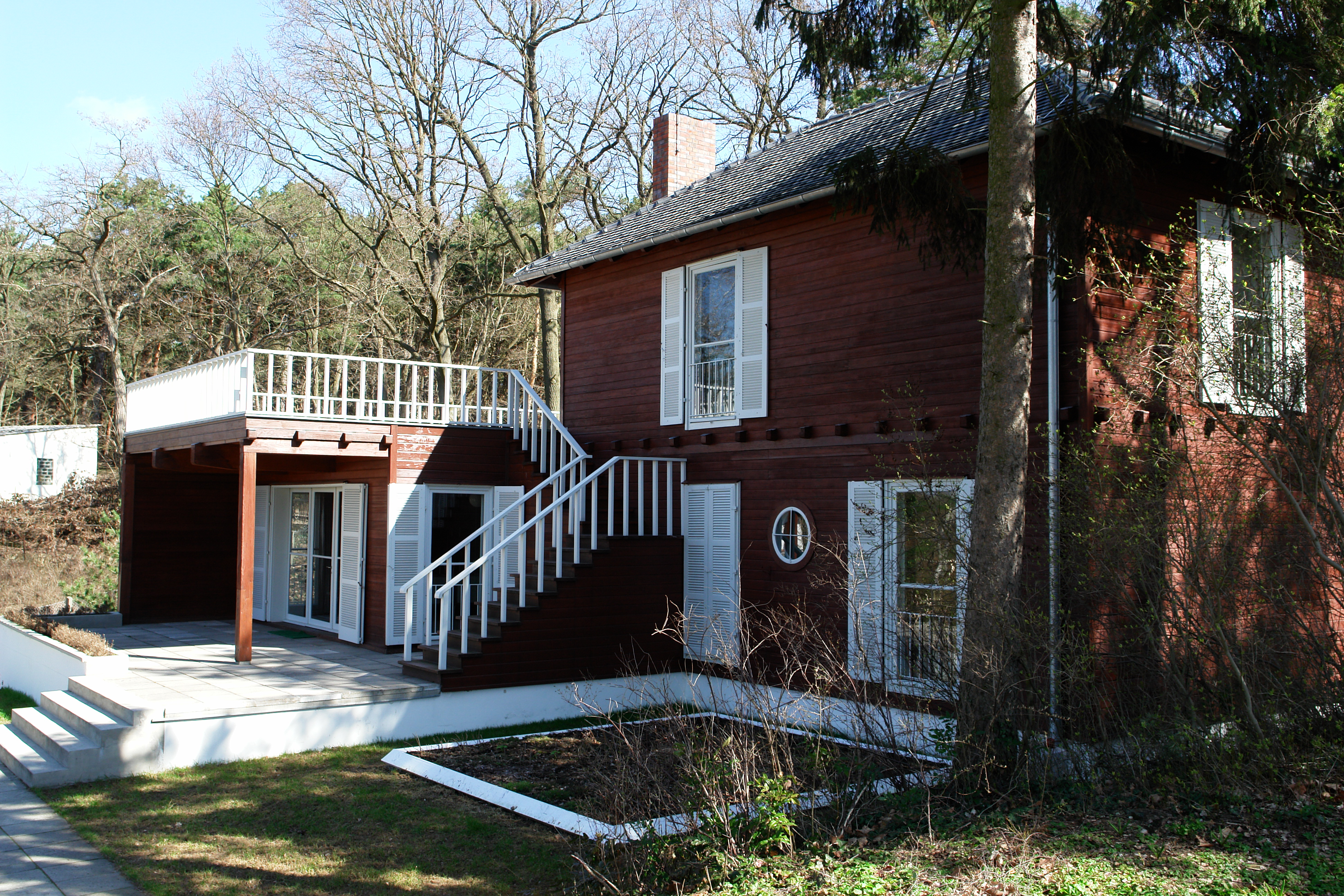
Einsteinhaus Caputh

„Elsa war eine immer noch attraktive, lebenslustige und lebenstüchtige Frau, nicht ohne Bewusstsein für gesellschaftlichen Status und empfänglich für den Ruhm ihres Mannes. Dass sie bei der Anrede „Frau Professor“ regelrecht erblühte, war damals nicht so selten.“ In Berliner Professorenkreisen hörte man aber auch allerlei Kritik. „Manche sollen ihr Niveau bemängelt haben, andere sagten ihr nach, sie schirme ihren Mann wie einen persönlichen Besitz ab, und wieder andere machten sie und ihre Ruhmessucht dafür verantwortlich, wenn ihnen Einsteins öffentliches Auftreten missfiel. Elsa Einstein bemühte sich aber, ihrem Albert eine Atmosphäre zu schaffen, die seiner angegriffenen Gesundheit und seiner Arbeit gleichermaßen zuträglich war.“ Sie begleitete ihn auf seinen vielen Reisen. 1929 war sie die treibende Kraft bei dem Bau ihres Sommerhauses in Caputh in der Nähe von Potsdam. Im ersten Gespräch mit dem Architekten des Landhauses Konrad Wachsmann im September 1929 klagte Elsa Einstein, dass sie eine Art „Prellbock“ zwischen der Öffentlichkeit und ihrem Mann sei, was oft anstrengend sei.
Elsa litt zudem unter den Affären ihres Mannes. Vor allem wenn sie mit Beweisen konfrontiert war, wurde sie eisig. Sie wollte aber auf Albert nicht verzichten. Die meiste Zeit gingen die Einsteins heiter miteinander um, wie ihr Architekt Konrad Wachsmann berichtet. Gäste im Hause Einstein konnten jedoch nicht übersehen, „dass das Verhältnis zwischen ihm und seiner Frau unerklärlich kühl war. Frau Einstein war da und doch nicht vorhanden“. Nach dem Ende der Beziehung zu seiner Sekretärin Betty Neumann 1923/24 hatte Albert Einstein weiterhin Affären mit attraktiven Frauen. Elsa lernte damit umzugehen. Das sei ihr auch deshalb möglich gewesen, weil sie ein aus sich heraus fröhlicher Mensch war.
Elsa ging es am besten auf gemeinsamen Reisen mit Albert Einstein, wenn sie in vielerlei Hinsicht Managerin ihres Mannes war. Lange Zeit konnte Elsa besser Englisch als ihr Mann. Generell verwaltete Elsa das gemeinsame Geld, denn Einstein war dazu unfähig. Auf Grund der Hyperinflation (1914–1923) verlor Elsa Einstein ebenso wie auch ihre Eltern ihr privates Vermögen. Albert Einstein, der 1922 den Nobelpreis für Physik bekam, gab das Preisgeld entsprechend der Scheidungsvereinbarung auf ein Treuhänderkonto in Zürich und hatte Anteile an seine geschiedene Frau Mileva abzugeben. Seine persönlichen Wünsche, z. B. sein Projekt eines Hauses am See mit Segelboot ließen sich erst 1929 durch den Bau des Sommerhauses in Caputh bei Potsdam verwirklichen.

## Emigration in die USA
1933 emigrierten Albert und Elsa Einstein aufgrund der Machtübernahme Hitlers in die USA nach Princeton, New Jersey. 1934 erkrankte Elsas Tochter Ilse schwer. Mitte Mai desselben Jahres begleitete Einstein Elsa zur Belgenland im Hafen von New York, ließ sie aber allein nach Europa reisen. Sie konnte ihrer Tochter in Paris nur noch beim Sterben beistehen. Im August wurde die Asche der nur 37 Jahre alt gewordenen Ilse in Holland beigesetzt. Ilses Ehemann Rudolf Kayser hatte 1930 unter einem Pseudonym eine Biografie über seinen Schwiegervater Albert veröffentlicht, auch er wanderte 1935 in die USA aus.
In Princeton kauften Albert und Elsa im August 1935 ein Haus in der Mercer Street 112. Doch schon beim Einzug wurde Elsa von dem Gefühl geängstigt, dass sie sich an dem neuen Heim nicht lange würde erfreuen können. Eine Schwellung am Auge wurde Vorbote ernsthafter Kreislauf- und Nierenprobleme. Es folgte ein leidvoller Winter und auch die lange Sommerfrische im milden Klima der Adirondack Mountains am Saranac Lake im Norden des Staates New York brachte nur mäßige Linderung. Während der anschließenden Monate in Princeton war Einstein um seine Frau so besorgt, „dass er elend und gedrückt herumging“, wie Elsa noch erzählte. „Ich hatte nie gedacht, dass er derart an mir hänge. Das tut auch gut.“ Sie starb am 20. Dezember 1936 im Alter von 60 Jahren in ihrem Haus in Princeton.
Kurz vor seinem eigenen Tod schrieb Albert Einstein an den Sohn seines verstorbenen Freundes Michele Besso: „Was ich aber am meisten an ihm (Besso) bewunderte, ist der Umstand, dass er es fertig gebracht hat, viele Jahre lang nicht nur im Frieden, sondern sogar in dauernder Konsonanz mit einer Frau zu leben – ein Unterfangen, in dem ich zweimal ziemlich schmählich gescheitert bin.“